# Zdob și Zdub
Az Zdob și Zdub egy moldáv együttes, amely 1994-ben alakult Chișinăuban. Ők képviselték Moldovát a 2005-ös, 2011-es és képviselik a 2022-es Eurovíziós Dalfesztiválon Torinóban. Az együttes nevében a zdob és a zdub hangutánzó szavak, a dob hangjai (Zdob și Zdub magyarul azt jelenti, hogy bimm és bumm).

## Történet
A zenekar 1994-ben alakult, és azóta sok tagcserén ment keresztül. Eredeti hangzásuk inkább hardcore volt, és a szövegeik többnyire orosz nyelven íródtak. Játszottak a 10 évvel Csernobil után akción Chișinăuban, 1996-ban a Rage Against the Machine előzenekaraként játszottak a Learn to Swim Fesztiválon.
1998 körül a hangzásuk elkezdett változni, felhasználva a román/moldáv népzenei elemeket és ettől kezdve a szövegeik román nyelven íródtak. 1999. augusztus 14-én az együttes fellépett az orosz MTV-Party-n, a Vörös téren Moszkvában, az orosz Gorky Park együttesekkel együtt és a Red Hot Chili Peppers-szel.
2001. január 31-én, Moszkvában, a zenekar együtt zenélt a legendás zenésszel és filmrendezővel, Emir Kusturicával és az ő No Smoking zenekarával.
A Bună dimineața! (Jó reggelt!) című daluk videóklipje, egy ironikus és egyben humoros felidézése a sztálini éra agrárpolitkájának, és elnyerte az év legjobb román videóklip díját 2001-ben a Televest fesztiválon Temesvárott. Az elkövetkező évben elnyerték az ezzel egyenértékű MTV Románia Video Zenei Díjat a Țiganii și OZN (A cigányok és az UFO) című dalukért.

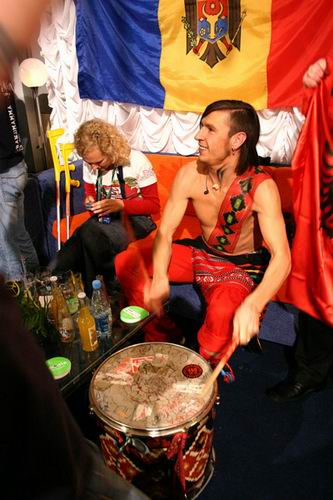
A 2005-ös Eurovíziós Dalfesztiválon Kijevben

2005. február 26-án, megnyerték a legelső moldáv eurovíziós nemzeti döntőt, az O melodie pentru Europát, így ők képviselhették a debütáló Moldovát a 2005-ös Eurovíziós Dalfesztiválon Kijevben. Bunica bate toba című versenydalukat a dalfesztiválon először a május 19-én rendezett elődöntőben adták elő, fellépési sorrendben negyedikként, a Portugáliát képviselő 2B Amar című dala után és a Lettországot képviselő Valters és Kaža The War Is Not Over című dala előtt. Az elődöntőből második helyezettként sikeresen továbbjutottak a május 21-i döntőbe, ahol fellépési sorrendben hetedikként léptek fel, a Törökországot képviselő Gülseren Rimi rimi ley című dala után és az Albániát képviselő Ledina Çelo Tomorrow I Go című dala előtt. A szavazás során összesítésben hatodik helyen végeztek 148 ponttal (Romániától és a házigazda Ukrajnától maximális 12 pontot kaptak). 2017-ig ez számított az ország legjobb eurovíziós helyezésének.
2007. szeptember 30-án a zenekar szerepelt Michael Palin New Europe című műsorában a BBC 1 csatornán, az Egyesült Királyságban.

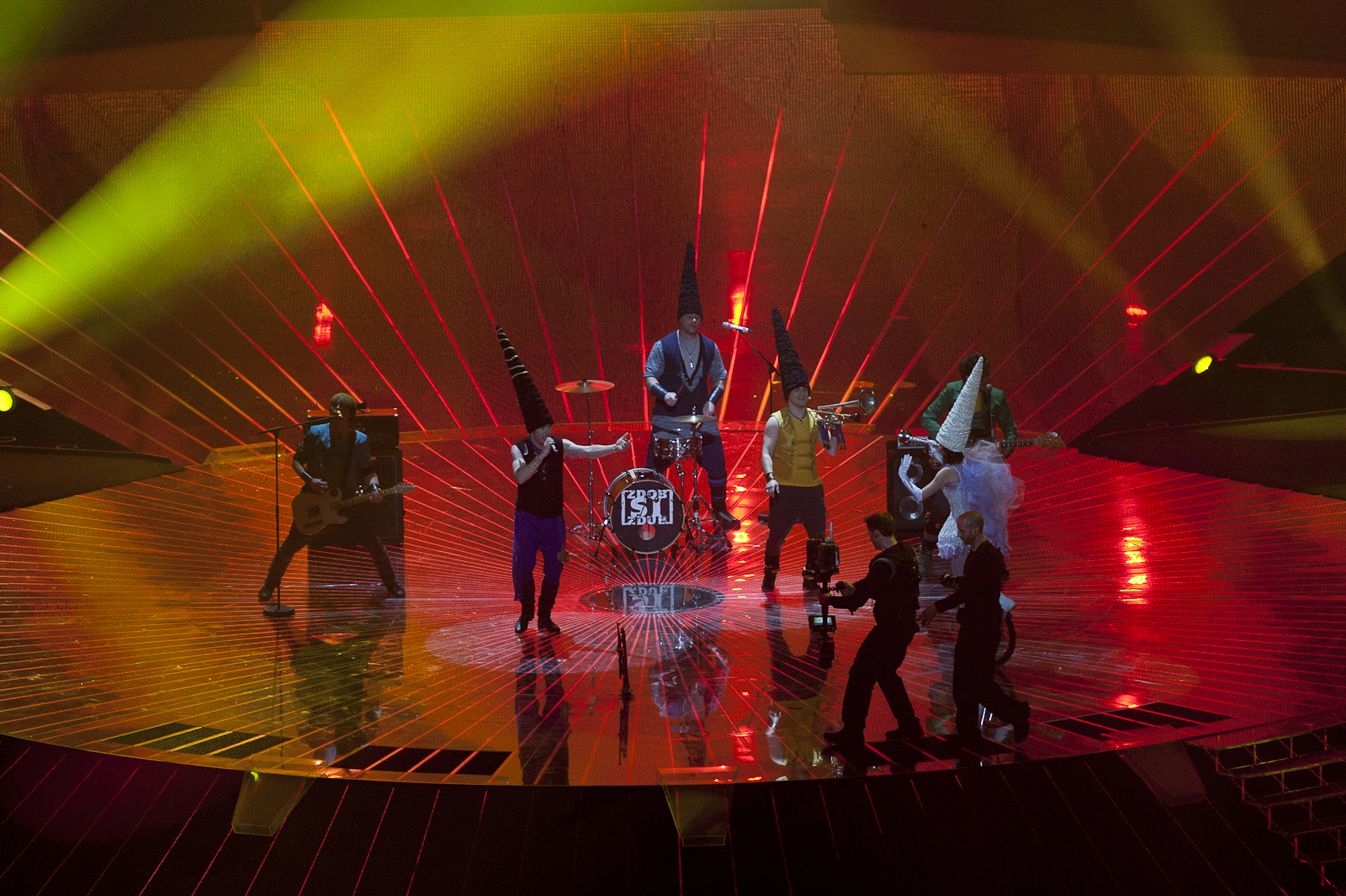
A 2011-es Eurovíziós Dalfesztiválon

2011-ben So Lucky dalukkal jelentkeztek a moldáv eurovíziós nemzeti döntőbe, amit február 26-án tartottak. A döntőben egy zsűri pontjai és a nézők telefonos szavazatai közösen alakították ki az eredményt. A dal mindkét listán a második helyen végzett, de ez összesítésben ez elég volt a győzelemhez. Az Eurovíziós Dalfesztiválon a dalt először a május 12-én rendezett második elődöntőben adták elő, a fellépési sorrendben hetedikként, az Ukrajnát képviselő Mika Newton Angel című dala után, és a Svédországot képviselő Eric Saade Popular című dala előtt. Az elődöntőben 54 ponttal a tizedik helyen végeztek, így továbbjutottak a döntőbe. A dal címéhez hűen szerencsésen, egyetlen ponttal előzték meg a tizenegyedik, már kieső helyen végző Belgiumot. A május 14-i döntőben a fellépési sorrendben tizenötödikként adták elő, az Egyesült Királyságot képviselő Blue együttes I Can című dala után és a Németországot képviselő Lena Taken by a Stranger című dala előtt. A szavazás során 97 pontot szereztek (Romániától begyűjtve a maximális 12 pontot). Ez a tizenkettedik helyet jelentette a huszonöt fős mezőnyben.
2022-ben Trenulețul című dalukkal indultak a moldáv válogatóban, amit végül az ország járványügyi helyzete és a COVID-19-fertőzöttek számának növekvése miatt nem rendezték meg televíziós döntőként, így a január 29-én tartott meghallgatáson a zsűri választotta ki az ország képviselőjét. A végeredményt az aznap esti Híradóban jelentették be, miszerint az együttes harmadjára képviselheti Moldovát a dalfesztiválon, ezúttal a Fraţii Advahovval közösen.

## Tagok
A következő névsor nem a teljes taglista, akik valaha a Zdob și Zdub-ban játszottak, hiszen a korai feleállások gyakran változtak, és sok prominens moldáv zenész is gyakran vendégszerepelt a stúdiófelvételeken vagy akár a koncerteken.
- Roman Iagupov – ének, furulya, okarina, iorgafon és más népi hangszerek, alapító tag
- Mihai Gîncu – általában basszusgitár, dob (2003–2004), alapító tag
- Anatol Pugaci – dobok, néha basszusgitár, alapító tag, 1999-ben kivált, majd 2004-ben visszatért
- Andrei Cebotari – dobok (1999–2002)
- Victor Dandeș – harsona, harmonika, népi hangszerek
- Valeriu Mazilu – trombita
- Sergiu Vatavu – gitár

## Diszkográfia

### Stúdióalbumok
- Hardcore moldovenesc (1996)
- Tabăra noastră (1999)
- Zdubii bateți tare (1999)
- Remix (200)
- Agroromantica (2001)
- 450 de oi (2003)
- Ethnomecanica (2006)
- Белое Вино/Красное вино (2010)
- Basta Mafia! (2012)
- 20 De Veri (2015)
- Bestiarium (2019)

### Kislemezek
- Bunica bate toba (2005)
- So Lucky (2011)
- Trenulețul (2021)